# Čitinskij rajon
Il Čitinskij rajon (in russo Читинский район?) è un municipal'nyj rajon del Territorio della Transbajkalia, nell'Estremo Oriente russo. Istituito nel 1937, ricopre una superficie di 15 708 chilometri quadrati e ha una popolazione di 71 451 abitanti; il capoluogo è la città di Čita. Il distretto è suddiviso in 2 insediamenti di tipo urbano e 21 comuni rurali, la città di Čita forma un distretto urbano indipendente.
Sul territorio si trova la catena dei monti Jablonovyj e il fiume Ingoda con il suo affluente Čitinka.